# Princípio de Thomsen–Berthelot
O princípio Thomsen-Berthelot, na termoquímica, é uma hipótese na história da química que argumentava que todas as mudanças químicas são acompanhadas pela produção de calor e que os processos nos quais ocorrem isso serão aqueles em que mais calor é produzido. Este princípio foi formulado em versões ligeiramente diferentes pelo químico dinamarquês Julius Thomsen em 1854 e pelo químico francês Marcellin Berthelot em 1864. Este postulado no início da termoquímica clássica se tornou a base de um programa de investigação controversa que duraria três que décadas.
Esse princípio veio a ser associado ao que foi chamado de teoria térmica da afinidade, que postulava que o calor desenvolvido em uma reação química era a verdadeira medida de sua afinidade. Esta hipótese foi mais tarde desmentida, no entanto, quando em 1882 o cientista alemão Hermann von Helmholtz provou que a afinidade não era dada pelo calor desenvolvido em uma reação química, mas sim pelo trabalho máximo, ou energia livre, produzido quando a reação foi efet a de forma reversível.